# Walter Thirring
Walter Thirring (* 29. April 1927 in Wien; † 19. August 2014 ebenda) war ein österreichischer Physiker.

## Leben
Walter Thirring, Sohn des Physikers Hans Thirring, legte, bedingt durch die Wirren des Zweiten Weltkriegs (ab 1943 war er als Flakhelfer eingezogen, war aber nur kurz beim Militär, da er schon in der Ausbildung schwer verletzt worden war und bis Kriegsende im Lazarett war), nie seine Matura ab.
Er studierte Physik an den Universitäten Innsbruck und Wien, wo er 1949 bei Felix Ehrenhaft promoviert wurde (Zur kräftefreien Bewegung nach der Dirac-Gleichung).
Danach war er am Institute for Advanced Study in Dublin bei Erwin Schrödinger (1949), bei Bruno Touschek an der Universität Glasgow (1950) und 1950 am Max-Planck-Institut für Physik (damals) in Göttingen bei Werner Heisenberg, wo er mit Reinhard Oehme und Gerhart Lüders zusammenarbeitete (über nicht-renormierbare Divergenzen in Quantenfeldtheorien mit Mesonen). 1951/52 war er an der Eidgenössischen Technischen Hochschule Zürich bei Wolfgang Pauli, wo er Gunnar Källén traf, über Divergenz der Störungstheorie in der Quantenelektrodynamik arbeitete und ein Buch über Quantenfeldtheorie schrieb. Er war 1952 Assistent an der Universität Bern bei Fritz Houtermans, 1953/54 am Institute for Advanced Study in Princeton, wo er auch Albert Einstein traf, und danach zwei Jahre Dozent an der Universität Bern, unterbrochen von Aufenthalten am Massachusetts Institute of Technology in Cambridge (Gastprofessor 1956/7) und an der University of Washington in Seattle. 
Seit 1959 war Thirring Professor für theoretische Physik an der Universität Wien, wo er 1997 emeritierte und 1993 einer der Gründer des Erwin-Schrödinger-Instituts war. Von 1968 bis 1971 war er Direktor der Abteilung für theoretische Physik am CERN.
Thirring war seit 1952 verheiratet und wurde Vater zweier Söhne. Er spielte Orgel und Klavier und komponierte – Thirring wollte ursprünglich Musiker werden, sah sich aber nach eigenen Worten nach dem Tod des Bruders im Zweiten Weltkrieg in der Pflicht, die naturwissenschaftliche Familientradition fortzuführen.

## Werk
Walter Thirring arbeitete auf dem Gebiet der theoretischen Physik vor allem in der Quantenfeldtheorie, wo er u. a. ein nach ihm benanntes exakt lösbares Modell einführte („Thirring-Modell“), das viel als Testmodell einer Quantenfeldtheorie untersucht wird, und mathematischen Physik, wo er u. a. mit Elliott H. Lieb die „Stabilität der Materie“ untersuchte (also Abschätzungen der Untergrenze für die Energie von Fermionensystemen). Mit Murray Gell-Mann und Marvin Leonard Goldberger schrieb er 1954 eine frühe Arbeit über Dispersionsrelationen in der Elementarteilchenphysik.
Er ist Verfasser einiger physikalischer Lehrbücher. Das „Lehrbuch der Mathematischen Physik I–IV“ (1977–1980, auch eine englische Ausgabe erschien später bei Springer) gilt als Standardlehrbuch der Mathematischen Physik.
Thirring schrieb auch populärwissenschaftliche Bücher, zum Beispiel mit Cornelia Faustmann das Buch Einstein entformelt, in dem die spezielle Relativitätstheorie möglichst anschaulich mit möglichst wenigen Formeln nur mit Diagrammen und Bildern dargestellt wird. In seinem Buch Kosmische Impressionen, zu dem Kardinal Franz König ein Vorwort schrieb, geht es auch um das Verhältnis von Naturwissenschaft und Religion. Ein Hinweis auf eine Existenz Gottes ist nach Thirring die Feinabstimmung der Naturkonstanten. Er veröffentlichte auch eine Autobiographie.
Er war 1976 bis 1978 erster Präsident der International Association of Mathematical Physics (IAMP). 1993 war er maßgeblich an der Gründung des Erwin-Schrödinger-Instituts für Mathematische Physik (ESI) in Wien beteiligt. Verspätet bekam er 2009 von seinem ehemaligen Gymnasium, der Neulandschule in Wien-Grinzing, ein Maturazeugnis „honoris causa“.
Zu seinen Doktoranden gehören Peter Aichelburg, Heide Narnhofer, Fritjof Capra, Peter Freund, Harald Grosse, Franz Schwabl und Herbert Pietschmann. Enge Zusammenarbeiten entwickelten sich mit Elliott Lieb, Heide Narnhofer,  Harald Grosse, Peter Hertel und Alfred Wehrl.

## Ehrungen und Auszeichnungen (Auswahl)
- Eötvös Medal (1967)
- Erwin Schrödinger-Preis (1969)
- Max-Planck-Medaille der Deutschen Physikalischen Gesellschaft (1978)
- Preis der Stadt Wien (1978)
- Österreichische Ehrenzeichen für Wissenschaft und Kunst (1992)
- Ehrenmedaille der Bundeshauptstadt Wien in Gold (1993)
- Ehrendoktorwürde der Comenius-Universität Bratislava (1994)
- Großer Kardinal Innitzer-Preis (1995)[11]
- Henri-Poincaré-Preis von der IAMP (Int. Association of Mathematical Physics) 2000
- Paul Watzlawick-Ehrenring (2013)[12][13]

### Mitgliedschaften
- Mitglied der Österreichischen Akademie der Wissenschaften
- 1975: Mitglied der Deutschen Akademie der Naturforscher Leopoldina[14]
- Mitglied der Päpstlichen Akademie der Wissenschaften, Rom
- Mitglied der National Academy of Sciences, USA[15]
- 1989: Mitglied der Academia Europaea[16]
- Mitglied der Ungarischen Akademie der Wissenschaften

## Werke
- Selected papers of Walter E. Thirring with Commentaries. American Mathematical Society, 1998, ISBN 0-8218-0812-5.
- Einführung in die Quantenelektrodynamik. Deuticke, Wien 1955, DNB 455049491.
  - Principles of quantum electrodynamics. Academic Press, New York 1958; 2. Auflage 1962.
- Mit Ernest M. Henley: Elementare Quantenfeldtheorie. BI Verlag, Mannheim 1975, ISBN 3-411-01486-5.
- Erfolge und Misserfolge der theoretischen Physik. In: Physikalische Blätter. Jg. 33 (1977), S. 542 ff. (Singularitätentheoreme von Stephen Hawking und Roger Penrose, KAM-Theorie, Stabilität der Materie, Rede anlässlich der Verleihung der Max Planck Medaille), Online.
  - Siehe auch seinen Artikel Mathematische Physik – Erfolge und Mißerfolge. In: Lexikon der Physik. Spektrum Verlag 1999 (mit denselben Themen als Beispiele).
- Die Buchreihe Lehrbuch der mathematischen Physik
  - Walter Thirring: Lehrbuch der mathematischen Physik. 1: Klassische Dynamische Systeme. 2., neubearb.  Auflage. Springer, Wien 1988, ISBN 3-211-82089-2.
  - Walter Thirring: Lehrbuch der mathematischen Physik. 2: Klassische Feldtheorie. 2., neubearb.  Auflage. Springer, Wien 1990, ISBN 3-211-82169-4.
  - Walter Thirring: Lehrbuch der mathematischen Physik. 3: Quantenmechanik von Atomen u. Molekülen. 2., neubearb.  Auflage. Springer, Wien 1994, ISBN 3-211-82535-5.
  - Walter Thirring: Lehrbuch der mathematischen Physik. 4: Quantenmechanik großer Systeme. Springer, Wien 1980, ISBN 3-211-81604-6.
- Stabilität der Materie. In: Naturwissenschaften. Springer, Berlin Jg. 73 (1986), S. 705 ff.
- Kosmische Impressionen. Gottes Spuren in den Naturgesetzen. Molden, Wien 2004, ISBN 3-85485-110-3.
- Mit Cornelia Faustmann: Einstein entformelt. Wie ein Teenager ihm auf die Schliche kam. Seifert Verlag, Wien 2007, ISBN 3-902406-42-9.
- Lust am Forschen. Lebensweg und Begegnungen. Seifert Verlag, Wien 2008, ISBN 978-3-902406-58-3.
- Mit Johannes Huber, Cornelia Faustmann: Baupläne der Schöpfung. Hat die Welt einen Architekten? Seifert 2011, ISBN 978-3-902406-73-6.
- Rückblicke: Ein barfüßiger Gelehrter erinnert sich. Seifert 2013, ISBN 978-3-902406-98-9.